# Dreschmitzer József
Dreschmitzer József (19. század) kanonok, iskolaigazgató.

## Élete
Győri kanonok és iskolai főigazgató, utóbb püspöhelyettes volt; az 1825. országgyűlésen felszólalt, hogy az iskolákban legalább két tudomány magyarul taníttassék.

## Munkái
- Predigt zur Einweihungsfeyer der neuerbauten Kirche zu Jákó im Weszprimer Comitate, gehalten im J. 1811. Raab, 1812.
- Predigt auf das Säcularfest der Begründung des Ursuliner Frauenklosters. Uo. 1826.
- Erklärung des Raaber General-Vicariats in Betreff der hier satirisch-oppositionellen Flugschrift. Raab, 13. Mai 1848. (Ívrét egy ív nyilatkozata a máj. 6. Pfaffenzwicker című röplapban ellene intézett vádat illetőleg.)

## Külső hivatkozások
- Dreschmitzer József[halott link]
- Katolikus Lexikon